# Atletismo nos Jogos Olímpicos de Verão de 2012 - Revezamento 4x400 m masculino
A competição do revezamento 4x400 metros masculino nos Jogos Olímpicos de Verão de 2012 aconteceu nos dias 9 e 10 de agosto no Estádio Olímpico de Londres.
A equipe das Bahamas formada por Chris Brown, Demetrius Pinder, Michael Mathieu e Ramon Miller, conquistou a medalha de ouro com o tempo de 2m56s72. Os Estados Unidos, medalha de prata, não perdiam o ouro nesse evento desde os Jogos Olímpicos de 1952, em Helsinque.

## Calendário
Horário local (UTC+1).
| Data         | Horário | Fase            |
| ------------ | ------- | --------------- |
| 9 de agosto  | 11:35   | Primeira rodada |
| 10 de agosto | 21:20   | Final           |

## Medalhistas
|  | BAH Bahamas                                               |  | USA Estados Unidos                                                    |  | TRI Trinidad e Tobago                                        |
|  | Chris Brown Demetrius Pinder Michael Mathieu Ramon Miller |  | Bryshon Nellum Joshua Mance Tony McQuay Angelo Taylor Manteo Mitchell |  | Lalonde Gordon Jarrin Solomon Ade Alleyne-Forte Deon Lendore |

## Recordes
Antes desta competição, os recordes mundiais e olímpicos da prova eram os seguintes:
| Tipo | Atleta         | Tempo   | Local     | Data                 |
| ---- | -------------- | ------- | --------- | -------------------- |
|      | Estados Unidos | 2:54.29 | Stuttgart | 22 de agosto de 1993 |
|      | Estados Unidos | 2:55.39 | Pequim    | 23 de agosto de 2008 |

## Primeira fase

### Bateria 1
| Pos. | Raia | CON                   | Nomes                                                                           | Tempo   | Notas |
| ---- | ---- | --------------------- | ------------------------------------------------------------------------------- | ------- | ----- |
| 1    | 2    | TRI Trinidad e Tobago | Lalonde Gordon, Jarrin Solomon, Ade Alleyne-Forte, Deon Lendore                 | 3:00.38 | Q,    |
| 2    | 3    | GBR Grã-Bretanha      | Nigel Levine, Conrad Williams, Jack Green, Martyn Rooney                        | 3:00.38 | Q,    |
| 3    | 6    | CUB Cuba              | William Collazo, Raidel Acea, Orestes Rodríguez, Omar Cisneros                  | 3:00.55 | Q     |
| 4    | 4    | BEL Bélgica           | Nils Duerinck, Jonathan Borlée, Antoine Gillet, Kevin Borlée                    | 3:01.70 | q     |
| 5    | 9    | POL Polônia           | Piotr Wiaderek, Marcin Marciniszyn, Michał Pietrzak, Kacper Kozłowski           | 3:02.86 |       |
| 6    | 8    | GER Alemanha          | Jonas Plass, Kamghe Gaba, Eric Kruger, Thomas Schneider                         | 3:03.50 |       |
| —    | 7    | RSA África do Sul     | Shaun de Jager, Ofentse Mogawane, Oscar Pistorius, Willem de Beer               | DNF     | Q*    |
| —    | 5    | KEN Quênia            | Boniface Ontuga Mweresa, Vincent Mumo Kiilu, Boniface Mucheru, Alphas Kishoyian | —       | DSQ   |

### Bateria 2
| Pos. | Raia | CON                      | Nomes                                                             | Tempo   | Notas |
| ---- | ---- | ------------------------ | ----------------------------------------------------------------- | ------- | ----- |
| 1    | 8    | BAH Bahamas              | Ramon Miller, Demetrius Pinder, Michael Mathieu, Chris Brown      | 2:58.87 | Q, SB |
| 2    | 3    | USA Estados Unidos       | Manteo Mitchell, Joshua Mance, Tony McQuay, Bryshon Nellum        | 2:58.87 | Q, SB |
| 3    | 7    | RUS Rússia               | Maksim Dyldin, Denis Alekseyev, Vladimir Krasnov, Pavel Trenikhin | 3:02.01 | Q     |
| 4    | 5    | VEN Venezuela            | Arturo Ramírez, Alberto Aguilar, Albert Bravo, José Meléndez      | 3:02.62 | q     |
| 5    | 4    | AUS Austrália            | Steven Solomon, Ben Offereins, Brendan Cole, John Steffensen      | 3:03.17 |       |
| 6    | 6    | JPN Japão                | Kei Takase, Yuzo Kanemaru, Yoshihiro Azuma, Hiroyuki Nakano       | 3:03.86 |       |
| —    | 2    | JAM Jamaica              | Dane Hyatt, Riker Hylton, Jermaine Gonzales, Errol Nolan          | —       | DNF   |
| —    | 9    | DOM República Dominicana | Gustavo Cuesta, Félix Sánchez, Joel Mejía, Luguelín Santos        | —       | DQ    |

## Final
| Pos.              | Raia | CON                   | Nomes                                                                | Tempo   | Notas                |
| ----------------- | ---- | --------------------- | -------------------------------------------------------------------- | ------- | -------------------- |
| Medalha de ouro   | 4    | BAH Bahamas           | Chris Brown, Demetrius Pinder, Michael Mathieu, Ramon Miller         | 2:56.72 | Recorde nacional     |
| Medalha de prata  | 7    | USA Estados Unidos    | Bryshon Nellum, Joshua Mance, Tony McQuay, Angelo Taylor             | 2:57.05 | Recorde da temporada |
| Medalha de bronze | 5    | TRI Trinidad e Tobago | Lalonde Gordon, Jarrin Solomon, Ade Alleyne-Forte, Deon Lendore      | 2:59.40 | Recorde nacional     |
| 4                 | 6    | GBR Grã-Bretanha      | Conrad Williams, Jack Green, Dai Greene, Martyn Rooney               | 2:59.53 | Recorde da temporada |
| 5                 | 8    | BEL Bélgica           | Kevin Borlée, Antoine Gillet, Jonathan Borlée, Michael Bultheel      | 3:01.83 |                      |
| 6                 | 3    | VEN Venezuela         | Arturo Ramírez, Alberto Aguilar, Albert Bravo, Omar Longart          | 3:02.18 |                      |
| 7                 | 1    | RSA África do Sul     | Shaun de Jager, Willem de Beer, Louis Jacob van Zyl, Oscar Pistorius | 3:03.46 | Recorde da temporada |
| —                 | 9    | CUB Cuba              | William Collazo, Raidel Acea, Orestes Rodríguez, Omar Cisneros       | —       | DNF                  |
| —                 | 2    | RUS Rússia            | Maksim Dyldin, Denis Alekseyev, Vladimir Krasnov, Pavel Trenikhin    | 3:00.09 | DSQ                  |

Legenda
| Recorde mundial      | Recorde mundial (World record)               |                       | Recorde africano                      | Recorde africano (African) |                                           | Q | Classificado por posição (Qualified) |
| Recorde olímpico     | Recorde olímpico (Olympic record)            | Recorde da América    | Recorde da América (Americas)         | q                          | Classificado por melhor tempo (Qualified) |   |                                      |
| Melhor marca do ano  | Melhor marca do ano (World leading)          | Recorde asiático      | Recorde asiático (Asian)              | DNS                        | Não largou (Did not start)                |   |                                      |
| Recorde nacional     | Recorde nacional (National record)           | Recorde europeu       | Recorde europeu (European)            | DNF                        | Não terminou (Did not finish)             |   |                                      |
| Recorde pessoal      | Recorde pessoal do atleta (Personal best)    | Recorde da Oceania    | Recorde da Oceania (Oceania)          | DSQ / DQ                   | Desclassificado (Disqualified)            |   |                                      |
| Recorde da temporada | Recorde da temporada do atleta (Season best) | Recorde sul-americano | Recorde sul-americano (South America) | NM                         | Sem marca (No mark)                       |   |                                      |